# Економіка Бразилії

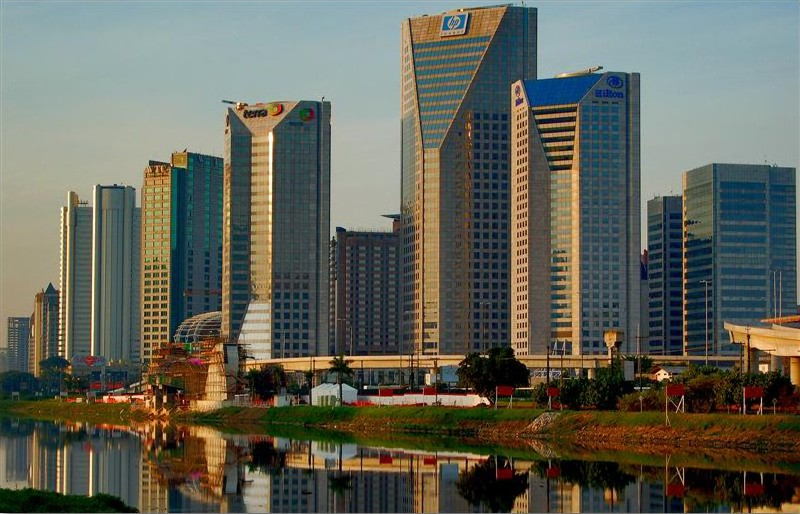
Сан-Паулу

Бразилія має найбільший серед латиноамериканських країн економічний потенціал, однак диференціація у прибутках дуже велика, як і різниця в розвитку східних і західних регіонів.

## Загальна характеристика
Бразилія — індустріально-аграрна країна, найбільша за економічним потенціалом у Латинській Америці. Розміщена в східній і центральній частині материка (найбільша за площею країна континенту, майже 50 % його площі). Межує на півночі з Гвіаною, Суринамом, Гаяною та Венесуелою, на заході з Колумбією і Перу, на південному заході з Болівією, Парагваєм, Аргентиною та Уругваєм, з північного сходу, сходу, південного сходу і півдня омивається водами Атлантичного океану. Протяжність кордонів перевищує 23 тис.км(сухопутні — 16,5 тис.км;океанічне узбережжя — 7,4 тис.км). У північній частині країну перетинає екватор, а у південній — Південний тропік. Основні галузі економіки: текстильна, взуттєва, хімічна, цементна, гірнича, авіаційна, металургійна, моторо- і машинобудівна. Осн. тр-т — автомобільний, водний (річковий та морський), меншою мірою — залізничний. Висока транспортна освоєність характерна тільки для прибережних районів півдня, південного сходу і північного сходу. Основну роль тут відіграє автомобільний транспорт.
Велике значення для освоєння Амазонії має побудована в останні десятиліття Трансамазонська автомобільна дорога. Морські порти: Ріо-де-Жанейро, Сунтус, Ріу-Гранді, Паранагуа, Порту-Алегрі, Тубараї, Сан-Себастьян. Широко розвинене повітряне сполучення між 150 містами країни. Тільки найбільших аеропортів нараховується 29.
За даними Index of Economic Freedom, The Heritage Foundation, U.S.A., 2001: ВВП — $ 748 млрд Темп зростання ВВП — (-0,2) %. ВВП на душу населення — $ 4509. Прямі закордонні інвестиції — $ 22 млрд Імпорт — $ 88 млрд (г.ч. США — 23,7 %; Аргентина — 13,9 %; Німеччина — 9,1 %; Японія — 5,7 %; Італія — 4,3 %). Експорт — $ 59 млрд (г.ч. США — 19,3 %; Аргентина — 13,2 %; Німеччина — 5,9 %; Нідерланди — 5,4 %; Японія — 4,3 %).
З 1969 року Бразилія член субрегіонального торгово-економічного об'єднання «Ла-Платська група», з 1978 — учасниця торгово-економічного утворення «Амазонський пакт». У 1983 році країна набула членства в організації «Латиноамериканська асоціація інтеграції» — МЕРКОСУР.
У 1992 р в енергобалансі Бразилії на частку гідроенергії припадало бл. 1/3, нафти і природного газу — 1/3, на частку етилового спирту, що виробляється з відходів переробки цукрової тростини — 1/6, інше — на частку вугілля, деревини і біогазу. Споживання нафти і природного газу скорочується. Майже 90 % автопарку країни працює на етиловому спирті. У країні функціонує АЕС в Ангра-дус-Рейс (шт. Ріо-де-Жанейро). Розвиток атомної енергетики стримується з екологічних міркувань і через нестачу інвестицій. До 2005 р очікується і абсолютне зростання споживання нафти: з 85 до 101,5 млн т, яка займе, очевидно 1-е місце серед енергоносіїв. Суттєва частка припадатиме на вугілля. Єдина в країні атомна станція, АЕС «Ангра» в складі двох блоків забезпечує 6 % від загальнонаціонального вироблення електроенергії (Reuters).

## Промисловість
У промисловості зайнято 14 % робочої сили, частка промисловості в ВВП становить 26,4 %.

### Гірничовидобувна промисловість
У Бразилії видобуваються понад 40 видів корисних копалин. Найбільш значимими є залізна і марганцева руди. Видобувається більше 200 млн тонн залізної руди на рік, приблизно 80 % експортується. Бразилія займає одне з перших місць у світі з видобутку бокситів. Видобуток цинку, міді та нікелю здійснюється для внутрішнього ринку. Бразилія — постачальник стратегічної сировини: вольфрам, ніобій, цирконій, слюда та інші. Потреби у нафті Бразилія забезпечує тільки наполовину і змушена імпортувати її. Річна потреба в нафті становить 75 млн тонн. В 1970-х роках в Амазонії знайдені значні запаси золота, нині його видобуток становить приблизно 80 тонн на рік. Знайдено родовища вугілля, однак вугілля низької якості та його видобуток становить близько 5 млн тонн в рік.

### Переробна промисловість
Обробна промисловість займає понад чверть у ВВП. Головними галузями є нафтопереробка і хімічна промисловість.

### Автомобільна промисловість
Щорічно Бразилія виробляє більше 1,5 млн автомобілів. Основними виробниками автомобілів в країні є фірми «Сканія», «Мерседес-Бенц» і «Фіат». Головним виробником автобусів є «Мерседес-Бенц».

### Легка промисловість
Текстильна промисловість — головна галузь легкої промисловості Бразилії. По виробництву виробів з текстилю Бразилія займає 6—7 місце у світі. 80 % бавовни у Бразилії ввозиться з-за кордону. Це пояснюється низькою якістю бразильської бавовни. Розвинена взуттєва промисловість — у країні працюють понад чотири тисячі взуттєвих заводів.

## Сільське господарство
У сільському господарстві Бразилії зайнято 20 % робочої сили. По експорту сільськогосподарської продукції Бразилія знаходиться на третьому місці у світі, її частка у світовому експорті цієї продукції становить 6,1 %. Частка сільськогосподарської продукції в експорті Бразилії досягає майже третини.

### Технічні культури
Кава є однією з головних статей експорту Бразилії. У 2008 році зібрано 2,79 млн тонн кави, таким чином Бразилія знаходиться на першому місці у світі за цим показником. За його виробництва Бразилія стоїть на 1 місці у світі. Бразилія займає 1 місце у світі з виробництва цукрової тростини, з якого робиться етанол, який використовується в основному, як паливо для автомобілів.
Сільське господарство Бразилії може задовольняти основні потреби населення в продуктах харчування, крім пшениці. За обсягом аграрного експорту країна поступається тільки США і Франції. Бразилія — важливий постачальник на світовий ринок кави (1-е місце), какао (5-е місце), цукрової тростини (2-е місце), бавовни, тютюну (3-є місце), апельсинів (1-е місце), бананів (2-е місце).
У структурі сільського господарства переважає рослинництво (2/3 вартості сільськогосподарської продукції). Спеціалізація сільського господарства визначається вирощуванням експортних культур — кави, какао, бавовнику, цукрової тростини і сої.
У структурі посівних площ домінують продовольчі культури — кукурудза, рис, пшениця, квасоля і маніок. Їх вирощують на невеликих ділянках на всій території країни. Головна зернова культура — кукурудза. Головний виробник зернових — штат Парана. 
Головна експортна культура Бразилії – кава, перше місце у світі — 25 % світового виробництва. 
За виробництвом какао Бразилія посідає друге місце у світі. Майже всі плантації какао зосереджені в штаті Байя. 
На тваринництво припадає третина вартості сільськогосподарської продукції. Провідні галузі — розведення ВРХ, свинарство і вівчарство. 
У країні переважає екстенсивно-пасовищне м'ясне скотарство. Бразилія має друге за кількістю голів ВРХ і коней стадо у світі. 
На півдні Бразилії розвивається вівчарство м'ясо-шерстяного напрямку. Головна продукція його експорту — шерсть.

### Споживчі культури
Основними споживчими культурами Бразилії є пшениця, кукурудза і рис. У 2008 році зібрано:
- Кукурудза — 59 млн тонн (збирається два врожаї)
- Рис — 12 млн тонн
- Пшениця — 5 млн тонн

### Тваринництво
Тваринництво відіграє важливу роль у сільському господарстві Бразилії і найбільше поширене на Центро-Заході країни. У 2002 році в країні налічувалося 176 млн голів великої рогатої худоби, 30 млн свиней, 1050 млн голів домашньої птиці і 15 млн овець.

## Транспорт
Транспорт в Бразилії розвинений вкрай нерівномірно, залізниці в основному розташовані на сході країни.
Автошляхи
- Всього — 1 751 868 км, у тому числі
  - З твердим покриттям — 96 353 км
  - Без твердого покриття — 1 655 515 км

Аеропорти
- Всього — 4276
  - З твердим покриттям — 714
  - Без твердого покриття — 3562

Залізниці
- Всього — 29 252 км, до тому числі
  - З широкою колією — 487 км
  - Стандарт — 194 км
  - З вузькою колією — 23 785
  - Решта — 396 км

Водний транспорт
- Всього — 137 суден водотоннажністю 2 038 923 ГРТ / 3 057 820 дедвейт
  - Суховантажі — 21
  - Нафтові танкери — 47
  - Хімічні танкери — 8
  - Газові танкери — 12
  - Пасажирські — 12
  - Контейнерні — 8
  - Навалювальні судна — 21
  - Ролкери — 8

## Торгівля
Експорт: 199,7 млрд доларів
- Статті експорту: транспортне обладнання, залізна руда, соя, взуття, кава, автомобілі
- Партнери по експорту: Китай — 12,49 %, США — 10,5 %, Аргентина — 8,4 %, Нідерланди — 5,39 %, Німеччина — 4,05 %

Імпорт: 187,7 млрд доларів
- Статті імпорту: машини, електричне та транспортне обладнання, хімічна продукція, нафта, автомобільні запасні частини, електроніка
- Партнери по імпорту: США — 16,12 %, Китай — 12,61 %, Аргентина — 8,77 %, Німеччина — 7,65 %, Японія — 4,3 %

## Економічні райони Бразилії
Виділяють п'ять великих економічних районів Бразилії.
- Північ, що включає великий басейн Амазонки, займає 45 % площі країни, де на початку 1990-х років проживало 7 % від загального населення країни. Незважаючи на наявність декількох промислових центрів, переважає сільське господарство, особливо обробіток цукрової тростини, бавовник і какао, а також тваринництво.
- Північний схід (18 % площі і 29 % населення країни) — густонаселений сільськогосподарський район, що спеціалізується на вирощуванні цукрової тростини.
- Південний схід (11 % площі і 43 % населення) — найрозвиненіший район, що виробляє понад 80 % промислової продукції Бразилії; сільське господарство цього району постачає більшу частину кави, соєвих бобів, цукру і продукції тваринництва.
- Південь (7 % площі і 15 % населення) — важливий сільськогосподарський район, виробляють рис, пшеницю, соєві боби, вино і м'ясо. Тут також знаходяться промислові центри, що швидко розвиваються.
- У районі Центр-Захід (19 % площі і 7 % населення) провідна галузь — сільське господарство з переважанням тваринництва; в окремих місцевостях обробляють соєві боби, рис і інші культури.